# دوشیزه گرند غنا
دوشیزه گرند غنا (انگلیسی: Miss Grand Ghana) یک مسابقه زیبایی در کشور غنا است که در سال ۲۰۲۰ تأسیس شد. برندگان این مسابقه نماینده کشور غنا در دوشیزه گرند اینترنشنال هستند، در حالی که بقیه فینالیست‌های آن برای رقابت در سایر پلت‌فرم‌های بین‌المللی فرستاده می‌شوند.